# Mastixis galealis
Mastixis galealis là một loài bướm đêm trong họ Noctuidae.